# گجت و گجتینیس
گجت و گجتینیس (به انگلیسی: Gadget and Gadgetines) یک انیمیشن سریالی فرانسوی است که به‌طور انعشابی (Spin-off) بر اساس سریال کاراگاه گجت ۱۹۸۳ ساخته شده‌است. این سریال در ۱۱ سپتامبر ۲۰۰۲ از شبکه فاکس کیدز روی آنتن آمریکا رفت.

## تفاوت‌ها با نسخه ۱۹۸۳
این سریال با نسخه ۱۹۸۳ تفاوت‌های زیادی دارد و تغییرات زیادی کرده. از جمله رنگ لباس کاراگاه گجت از توسی به سیاه تغییر کرده‌است. همچنین برخی از ابزار آلات گجت هم تغییر کرده از جمله هلیکوپر گجت که دارای کلاه ایمنی بود ولی در نسخه ۱۹۸۳، کلاه ایمنی وجود نداشت. شخصیت‌های رئیس کوئینی (رئیس گجت) و برین (سگ گجت) در سریال غایب بودند که شخصیت‌های سرهنگ نوذر و دو ربات کوچک گجتی جایگزین این شخصیت‌ها شدند.

## بازخوردها
این سریال با نظرات متوسط و کاملاً معمولی رو به رو شد و وفاداری کمتری به نسخه ۱۹۸۳ داشت.

## دنباله‌ها و اقتباس‌ها
از روی این سریال یک بازی ویدئویی به همین نام برای کنسول‌های پلی استیشن دو و مایکروسافت ویندوز در سال ۲۰۰۴ ساخته شد. در سال ۲۰۰۲ یک انیمیشن سینمایی بر اساس این سریال به نام آخرین پرونده کاراگاه گجت: انتقام کلاو به صورت دی‌وی‌دی به بازار آمد که در کمال تعجب شخصیت‌های رئیس کوئینی و برین در این انیمیشن حاضر بودند.

## در ایران
چهار قسمت ابتدایی این سریال تحت عنوان ماجراهای کاراگاه گجت در تعطیلات توسط موئسسه هنر هشتم دوبله و عرضه شد.
همچنین نسخه 2015 انیمیشن کاراگاه گجت اثر فیلیپ استمپ توسط نشر لیمو استور دوبله و عرضه شد.